# Caraipa odorata
Caraipa odorata là một loài thực vật có hoa trong họ Calophyllaceae. Loài này được Ducke mô tả khoa học đầu tiên năm 1932.